# Pterostichus planctus
Pterostichus planctus är en skalbaggsart som beskrevs av Leconte 1852. Pterostichus planctus ingår i släktet Pterostichus och familjen jordlöpare. Inga underarter finns listade i Catalogue of Life.